# 유앤유
"유앤유"(You&You)는 한국에서 제작된 박제현 감독의 2008년 드라마 영화이다. 박서영 등이 주연으로 출연하였다.

## 출연

### 주연
- 박서영
- 최계영
- 박연주

### 조연
- 김희철
- 김승애
- 성병숙
- 이희석
- 차현우